# A Lot Like Love
A Lot Like Love  is een romantische komedie uit 2005, met in de hoofdrollen Ashton Kutcher en Amanda Peet.

## Verhaal
Wanneer de thuiswonende student Oliver Martin (Ashton Kutcher) het vliegtuig instapt voor een reisje, morst de dienstdoende stewardess een drankje over zijn blouse. Een van de andere passagiers is Emily Friehl (Amanda Peet), een vrijgevochten jonge vrouw die net gebroken heeft met haar vriendje, die zijn band belangrijker vindt. Als Oliver naar het toilet vertrekt om zichzelf schoon te maken, gaat ze hem achterna om hem en zichzelf daar te trakteren op een eenmalige, vrijblijvende vrijpartij. Oliver is ondanks dat hij gretig heeft toegehapt, wel behoorlijk van zijn stuk gebracht en besluit na het landen te proberen meer van haar te weten te komen. Hoewel hij Emily zover krijgt een plezierige dag met hem door te brengen, komt hij niet meer over haar te weten dan haar voornaam. Wel weet hij haar zijn telefoonnummer toe te spelen, met de mededeling dat ze daar over zeven jaar naar moet bellen om te horen te krijgen dat al zijn plannen zijn uitgekomen.
Het is drie jaar later wanneer Emily's vriend (Gabriel Mann) haar vertelt dat hij niet meer met haar levensstijl kan leven en haar verlaat. Na haar frustratie eruit te hebben gegooid bij haar zus Michelle (Kathryn Hahn), weet deze haar over te halen toch te proberen een partner te regelen voor het aankomende nieuwjaarsfeest. Terwijl Emily de ene na de andere naam in haar adresboekje belt om te proberen een afspraakje te krijgen, blijkt de ene na de andere gegadigde onbeschikbaar. Dan komt ze in haar boekje het opgevouwen papiertje tegen waarop Oliver destijds zijn telefoonnummer krabbelde, waarop ze hem belt. Hij blijkt nog precies te weten wie ze is en komt meteen naar haar toe. Samen beleven ze wederom een mooie dag, maar aan het einde daarvan neemt hij toch afscheid. Oliver is namelijk samen met zijn vriend Jeeter (Kal Penn) druk doende een eigen bedrijfje op te zetten, dat een onderdeel is in het verwezenlijken van zijn levensplanning.
Het is wederom enkele jaren later wanneer Oliver thuiskomt van zijn werk en zijn vriendin Bridget (Moon Bloodgood) hem thuis opwacht met het eten. Ditmaal is hij degene die verlaten wordt en zwaar in de put zittend, duikt hij onaangekondigd op bij het huis van Emily. Hij liet haar ooit wat foto's maken met zijn camera en zij blijkt daar inmiddels een serieuze hobby van gemaakt te hebben. Ditmaal weet zij hém op haast automatische wijze uit de put te krijgen.

## Rolverdeling
| Acteur          | Rol           |
| --------------- | ------------- |
| Ashton Kutcher  | Oliver Martin |
| Amanda Peet     | Emily Friehl  |
| Kathryn Hahn    | Michelle      |
| Kal Penn        | Jeeter        |
| Ali Larter      | Gina          |
| Tyrone Giordano | Graham Martin |
| Taryn Manning   | Ellen Martin  |
| Gabriel Mann    | Peter         |
| Jeremy Sisto    | Ben           |
| Aimee Garcia    | Nicole        |

## Filmmuziek
1. Semi-Charmed Life - Third Eye Blind
2. "Walkin' on the Sun" - Smash Mouth
3. "Save Tonight" - Eagle Eye Cherry
4. "Mint Car" - The Cure
5. "Mad About You" - Hooverphonic
6. "Trouble" - Ray Lamontagne
7. "Know Nothing" - Travis
8. "If You Leave Me Now" - Chicago (band)
9. "Brighter Than Sunshine" - Aqualung
10. "Hands of Time" - Groove Armada
11. "Look What You've Done" - Jet (band)
12. "Breathe (2 AM)" - Anna Nalick
13. "Maybe It's Just Me" - Butch Walker